# Thysanotus
Thysanotus är ett släkte av sparrisväxter. Thysanotus ingår i familjen sparrisväxter.

## Bildgalleri

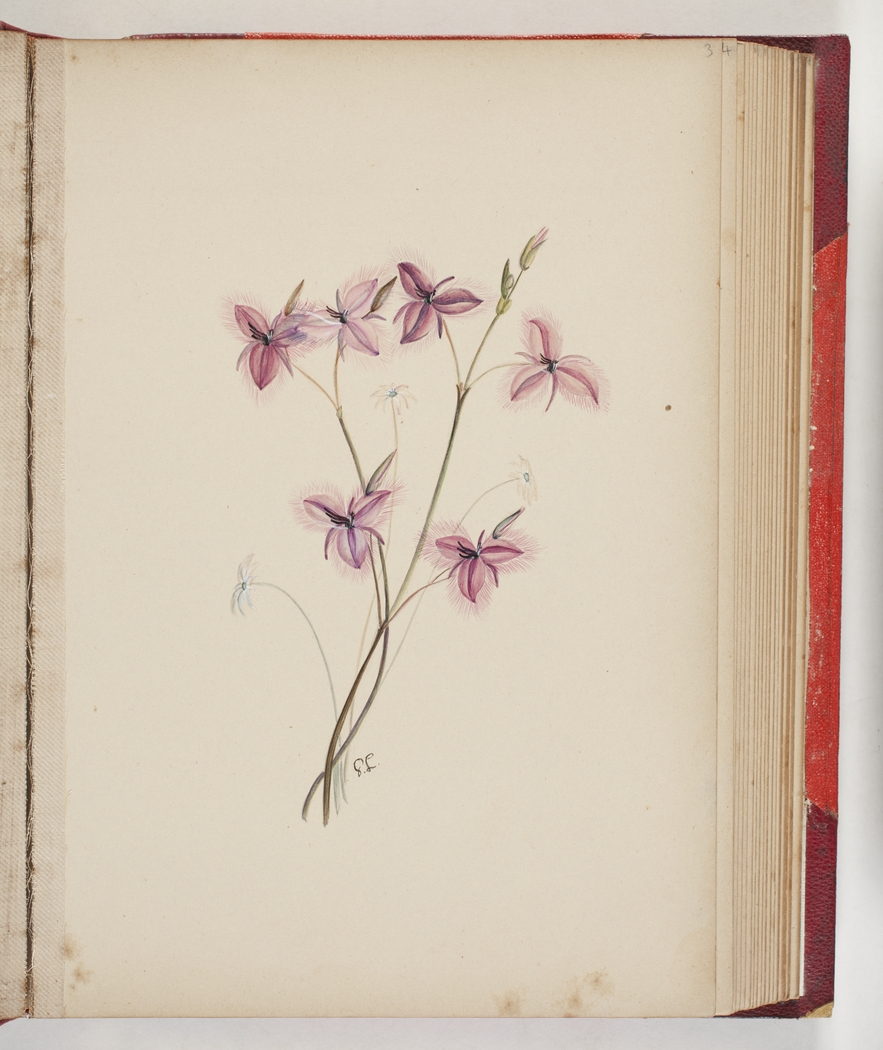
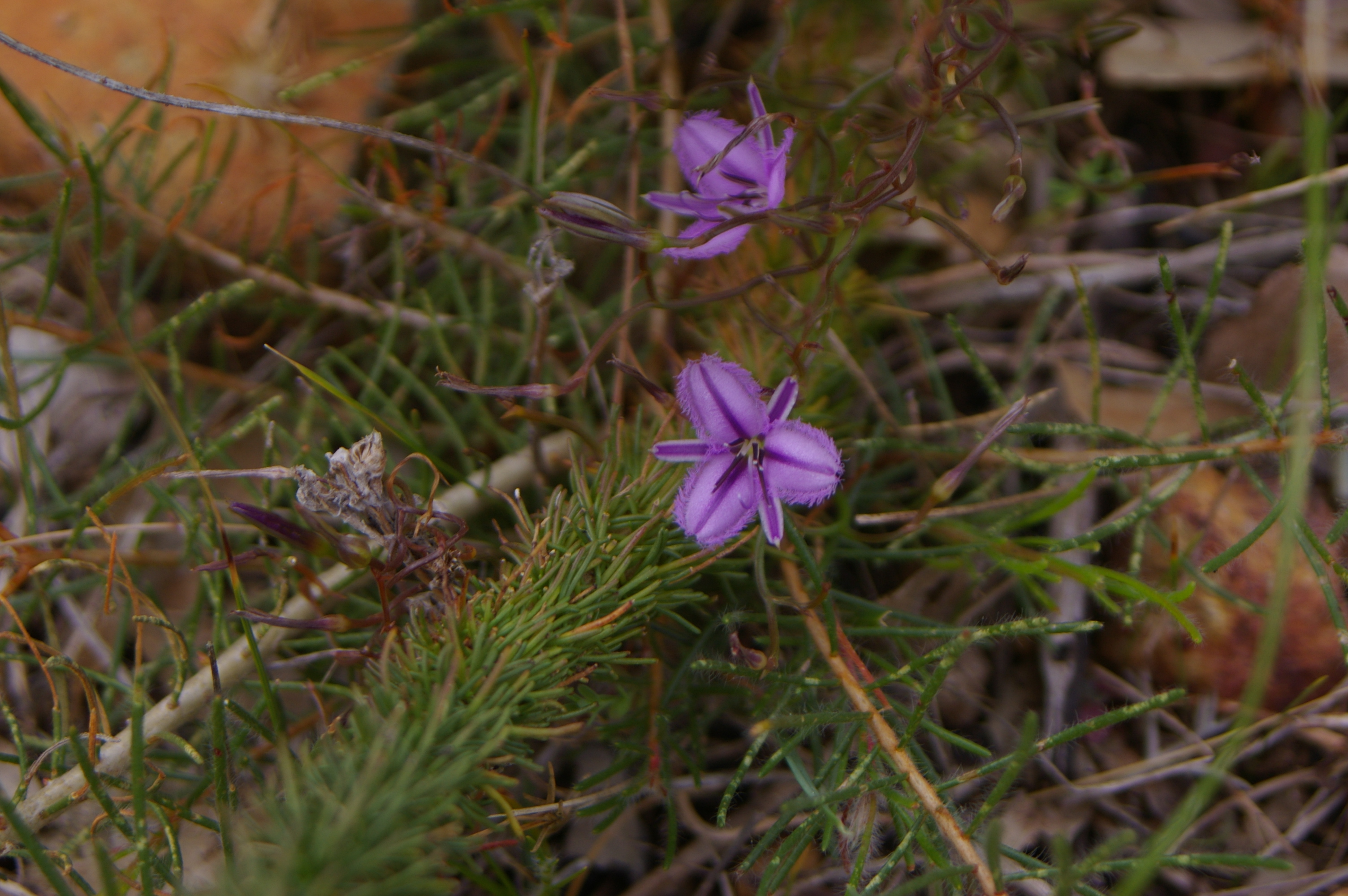
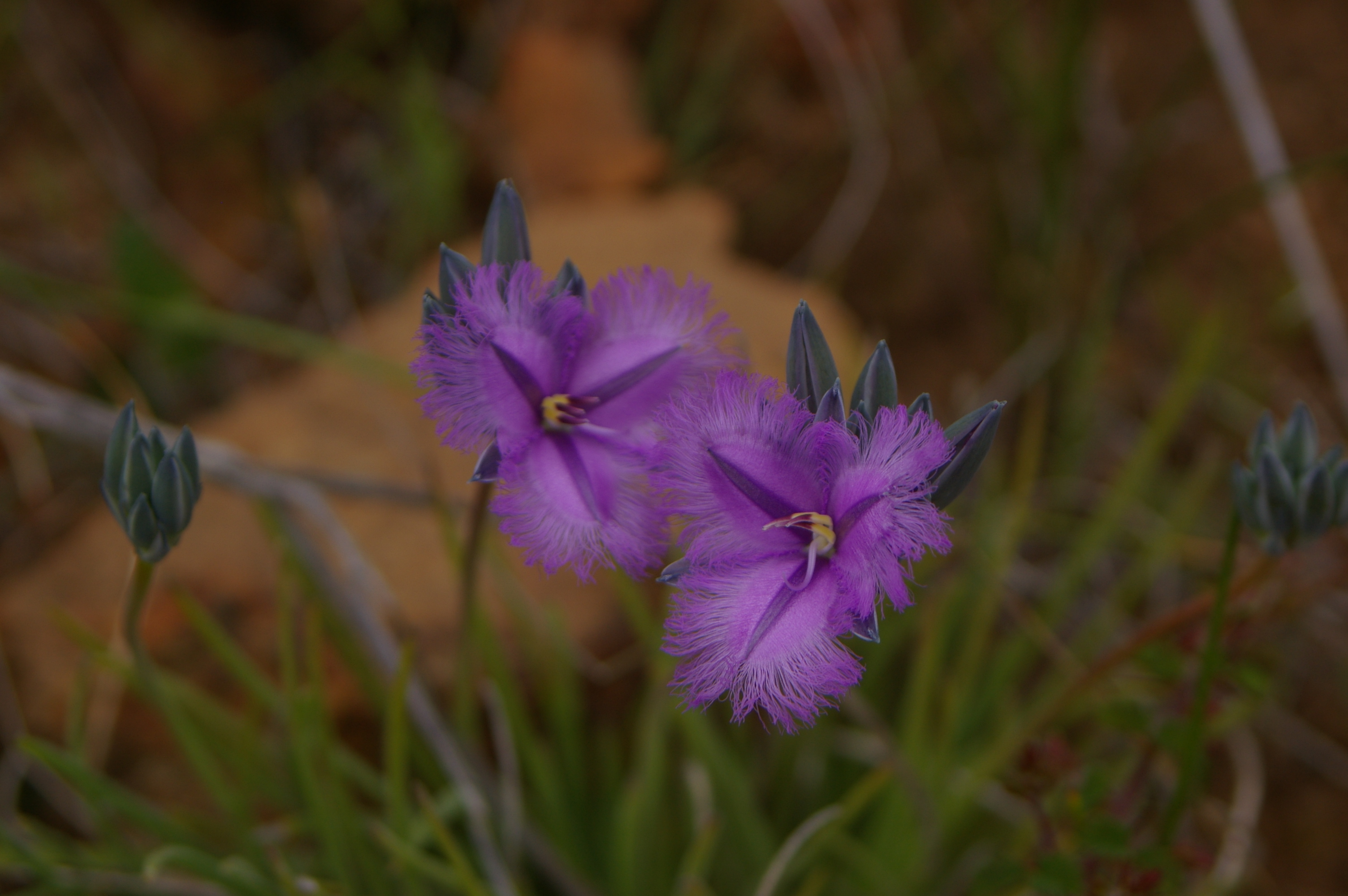

## Dottertaxa tillThysanotus, i alfabetisk ordning[1]
- Thysanotus acerosifolius
- Thysanotus anceps
- Thysanotus arbuscula
- Thysanotus arenarius
- Thysanotus asper
- Thysanotus banksii
- Thysanotus baueri
- Thysanotus brachiatus
- Thysanotus brachyantherus
- Thysanotus brevifolius
- Thysanotus chinensis
- Thysanotus cymosus
- Thysanotus dichotomus
- Thysanotus exiliflorus
- Thysanotus fastigiatus
- Thysanotus formosus
- Thysanotus fractiflexus
- Thysanotus gageoides
- Thysanotus glaucifolius
- Thysanotus glaucus
- Thysanotus gracilis
- Thysanotus isantherus
- Thysanotus juncifolius
- Thysanotus lavanduliflorus
- Thysanotus manglesianus
- Thysanotus multiflorus
- Thysanotus newbeyi
- Thysanotus nudicaulis
- Thysanotus parviflorus
- Thysanotus patersonii
- Thysanotus pauciflorus
- Thysanotus pseudojunceus
- Thysanotus pyramidalis
- Thysanotus ramulosus
- Thysanotus rectantherus
- Thysanotus sabulosus
- Thysanotus scaber
- Thysanotus sparteus
- Thysanotus speckii
- Thysanotus spiniger
- Thysanotus tenellus
- Thysanotus tenuis
- Thysanotus teretifolius
- Thysanotus thyrsoideus
- Thysanotus triandrus
- Thysanotus tuberosus
- Thysanotus unicupensis
- Thysanotus wangariensis
- Thysanotus vernalis
- Thysanotus virgatus